# Берестейський укріплений район
Берестейський укріплений район — неофіційна назва 62-го укріпленого району, збудованого в 1940 — 1941 роках на території Берестейської області БРСР. Один з найбільших за протяжністю укріплених районів Лінії Молотова на новому радянському кордоні. Протяжність по фронту становила близько 120 км — від станції Бернади до м. Дорогичин. Передбачалося будівництво десяти вузлів оборони з 380 довготривалими спорудами. Споруди будувались по березі Західного Бугу, тому смуга передпілля, за винятком району м. Дорогичина не створювалася.

## Будівництво
Будівництво почалося влітку 1940 р. силами саперних частин 4-ї армії і 33-й інженерного полку окружного підпорядкування. Керівництво роботами здійснювало 74-е управління будівництва (начальник — майор інженерних військ В. А. Яковлєв). До складу 74-го управління входили п'ять будівельних ділянок: № 16 — Високе, № 18 — Волчин, № 20 — Дорогичин, № 21 — Бересть, № 22 — Семятичі. Будівництво велося силами двох будівельних управлінь. Частина будівельних матеріалів привозилася зі Слуцького і Барановицького (колишніх польських) укріплених районів. Особливо інтенсивні роботи розгорнулися навесні 1941 р. У березні-квітні на будівництві щодня працювало понад 10 тисяч осіб цивільного населення з 500—600 возами. З травня на будівництві оборонних споруд працювали по одному батальйону від кожної стрілецького полку. До 21 червня 1941 року було забетоновано 128 дотів. До початку війни в бойовій готовності були тільки 23 довготривалі вогневі точки, з них вісім у районі Берестейської фортеці і три на південь від міста. За іншими даними для ведення оборонних боїв були відносно готові 80 вогневих точок.

## Боєздатність
Основою оборонного вузла був ДОТ (рос. Довготривала вогнева точка) — двоповерхові коробка із залізобетону і каменю (щебінь і кругляк), засипана землею по самі амбразури. Товщина стін 1,5-1,8 м. Товщина перекриття 2,5 м, дозволяла витримати пряме попадання 250-кілограмової авіаційної бомби. В більших дотах було по одній 76-міліметрової гармати і по два станкових кулемети, в менших — 45-міліметрова гармата спарена з кулеметом. Гарнізони складалися відповідно з 16—18 і 8—9 бійців. Націлюватися на «вогневу точку» здалеку дуже важко через її малі розміри. Дрібні снаряди (до 100 мм) могли завдати шкоди тільки з дистанції 100 метрів. Теоретично зробити було це неможливо, оскільки «Точки» розраховувались на кругову оборону і повинні були забезпечуватись прикриттям піхоти. Натомість, оборонні споруди збудовано безпосередньо вздовж лінії державного кордону (в полі зору німецьких прикордонників), тому війська армій прикриття не мали часу зайняти основні рубежі оборони. Через це Берестейський укріплений район мав більше демонстративний характер, не міг бути боєздатним і стратегічно цінним.

## Військові частини
Бойове прикриття забезпечували 16-й, 17-й і 18-й окремі кулеметно-артилерійські батальйони (рос. ОПАБ), передислоковані сюди з Мозирського укріпленого району. Загальна чисельність 2 тисячі вояків.
Штаб Укріпленого району розміщався в Бересті, а з 20 червня 1941 року в Високому.
- Комендант: генерал-майор М. І. Пузирьов
- Начальник штабу: полковник А. С. Леута
- Начальник оперативного відділення штабу: майор І. М. Дементьев М. Дементьєв
- Начальник відділення тилу штабу: полковий комісар І. І. Лаговський
- Начальник політвідділу: полковий комісар І. Г. Чепіженко
- Заступник начальника політвідділу: старший батальйонний комісар А. К. Мурашко
- Секретар парткомісії політвідділу: батальйонний комісар В. А. Угланов
- Начальник артилерії: підполковник І. Ф. Усов
- Начальник штабу артилерії: майор П. П. Хромов
- Начальник служби артилерійського постачання: інтендант 2-го рангу А. М. Фадеев М. Фадєєв

16-й окремий кулеметно-артилерійський батальйон
- Командир — капітан А. В. Назаров
- Заступник по політчастині — старший політрук І. В. Мезенцев
- Начальник штабу — старший лейтенант Ф. Г. Тараскін
- Командир 1-ї роти — лейтенант Д. З. Сокіл
- Командир 2-ї роти — лейтенант І. І. Змейкін
- Командир 3-ї роти — лейтенант П. М. Ігнатов

17-й окремий кулеметно-артилерійський батальйон
- Командир — капітан А. І. Постовалов
- Заступник по політчастині — старший політрук М. А. Кролик
- Начальник штабу — старший лейтенант І. П. Міренков
- Командир 1-ї роти — лейтенант І. І. Федоров
- Командир 2-ї роти — лейтенант П. Є. Недолуга
- Командир 3-ї роти — лейтенант Г. Г. Соловйов

18-й окремий кулеметно-артилерійський батальйон. Штаб знаходився в «Північному» військовому містечку м. Берестя.
- Командир — майор Н. П. Бірюков
- Замступник по політчастині — старший політрук В. Г. Горбатов
- Начальник штабу — капітан М. І. Ляпін
- Начальник служби артилерійського постачання — І. Н. Швейкіна
- Командир 1-ї роти — лейтенант Н. Ф. Бубнов
- Командир 2-ї роти — лейтенант І. М. Борисов
- Командир 3-ї роти — лейтенант С. І. Веселов

245-я окрема рота зв'язку. Розміщалась в селі Верховичі.
- Командир — старший лейтенант В. І. Палей

18-а окрема саперна рота. Розміщалась в с. Бацикі.

## Оборона

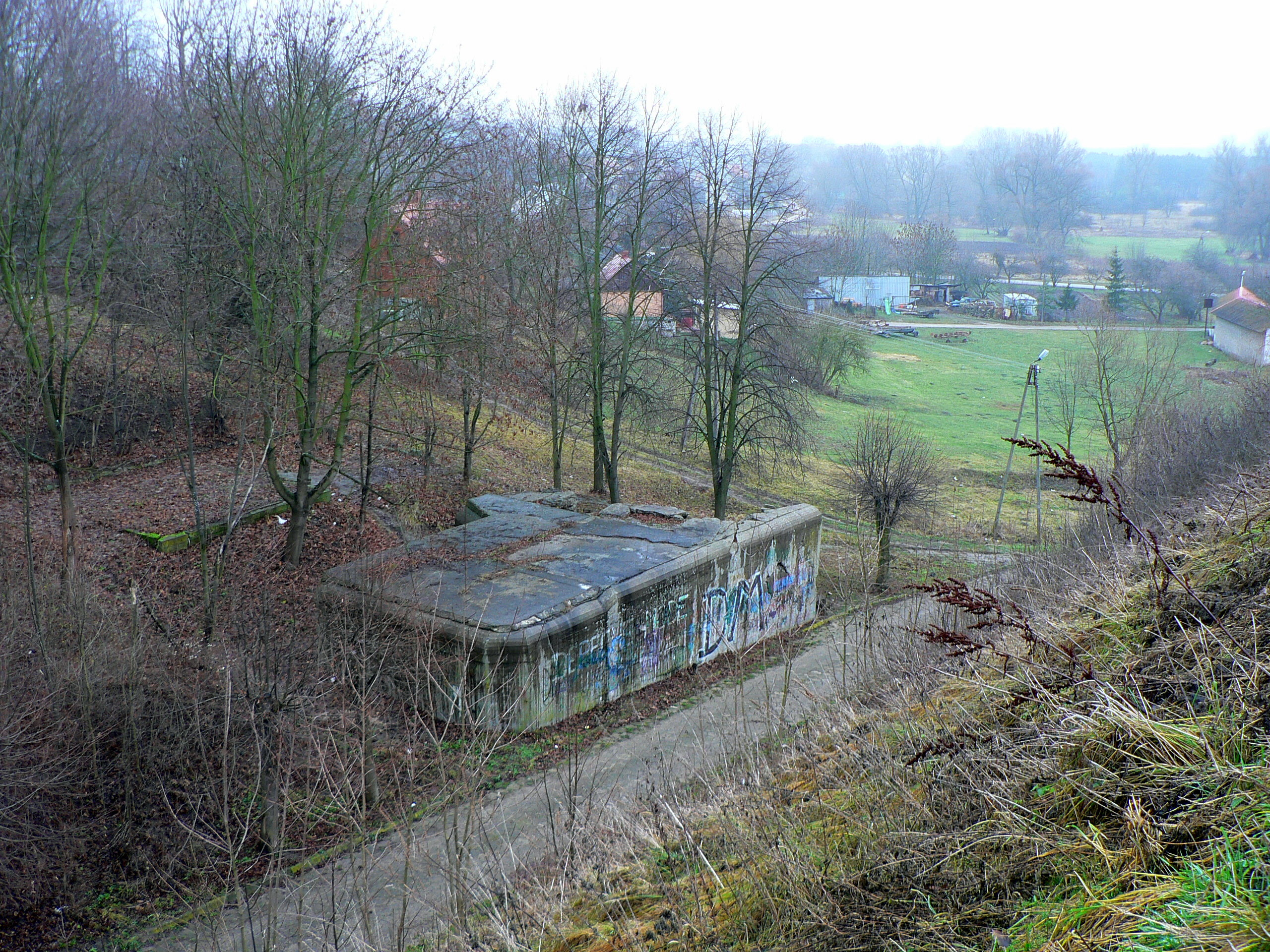
«Точка» в околиці Дорогичина

Протяжність укріпленого району зросла після того, як до його складу передали Семятицьку ділянку Замбровского укріпленого району. Вузли оборони на лінії Путківці — Мощона в околицях Дорогичина і Сімятич були найбільш технічно підготовленими. Тут же були розміщені основні сили укріпленого району: 16-й і 17-й батальйони. В околиці Берестя доти протримались близько одної доби. Менше трьох діб велись бої поблизу Вурлі. На Семятицькій ділянці ДОТи чинили опір до семи діб. Особливо довго вела бій група ДОТів («Безіменний», «Бджілка», «КІМ», «Холм», «Швидкий», «Гірки») 17-го батальйону в околицях села Слохи. Гарнізон ДОТу «Орел» під командуванням молодшого лейтенанта І. І. Фьодорова протримався майже 12 діб.
Берестейський укріплений район не змогли повною мірою виконати ту роль, яка на нього покладалася. Вирішальне значення в тому мали наступні чинники: відсутнє піхотне прикриття, некомплект особового складу військ, брак необхідного озброєння і незавершеність будівництва (не були встановлені енергоагрегати, повітроочисні установки, відсутні джерела водопостачання).